# Rijkswet op het Nederlanderschap
De Rijkswet op het Nederlanderschap, is een rijkswet die bepaalt wie de Nederlandse nationaliteit krijgt, onder welke voorwaarden het Nederlanderschap kan worden verkregen en hoe het Nederlanderschap verloren gaat. Dit wordt geregeld in een rijkswet conform artikel 2, eerste lid, van de Nederlandse Grondwet.
De wet trad in werking op 1 januari 1985 ter vervanging van de Wet op het Nederlanderschap en ingezetenschap van 1892.

## Achtergrond
De Rijkswet op het Nederlanderschap gaat voornamelijk uit van het principe van ius sanguinis a patre et a matre. Dat wil zeggen dat eenieder die geboren wordt als kind van een Nederlandse vader of moeder de Nederlandse nationaliteit heeft, ongeacht de plaats van geboorte. Kinderen van niet-Nederlandse ouders die in het Koninkrijk der Nederlanden worden geboren, krijgen de Nederlandse nationaliteit niet automatisch bij geboorte. Er zijn uitzonderingen op deze regel, als er aan specifieke criteria wordt voldaan.
De Rijkswet op het Nederlanderschap werd met ingang van 1 april 2003 ingrijpend gewijzigd.

## Verkrijging van het Nederlandse staatsburgerschap
Het Nederlanderschap kan worden verkregen van rechtswege en door het afleggen van een optieverklaring. Het kan ook worden verleend door naturalisatie.

### Verkrijging Nederlanderschap van rechtswege
Het Nederlanderschap van rechtswege kan onder meer op de volgende wijzen worden verkregen:
- Door geboorte als een kind van een Nederlander. Een persoon, die geboren is op of na 1 januari 1985 en een Nederlandse vader / mee-moeder of moeder heeft, heeft de Nederlandse nationaliteit vanaf geboorte. Het is niet van belang waar het kind geboren is.
- Door erkenning door een Nederlandse vader of mee-moeder. Een kind van een niet-Nederlandse moeder dat voor geboorte wordt erkend door de Nederlandse vader of mee-moeder, krijgt vanaf geboorte de Nederlandse nationaliteit. Kinderen tot zeven jaar die worden erkend krijgen vanaf de erkenningsdatum de Nederlandse nationaliteit. Kinderen die zeven jaar of ouder zijn, kunnen de Nederlandse nationaliteit alleen verkrijgen als er DNA-bewijs van biologisch vaderschap kan worden overgelegd. Hieraan zijn specifieke voorwaarden verbonden. Tot 1 april 2003 kreeg een kind na de geboorte ook de Nederlandse nationaliteit bij erkenning door de vader. In de periode 1 april 2003 tot 1 maart 2009 konden kinderen die niet vóór de geboorte erkend werden, de Nederlandse nationaliteit verwerven via de optieprocedure of door het verkrijgen van een bewijs van het vaderschap via de rechter (er heeft dan geen erkenning plaatsgevonden). In het laatste geval krijgt het kind de Nederlandse nationaliteit met terugwerkende kracht, vanaf zijn of haar geboorte. Erkenning door vrouwen (mee-moeders) is sinds 1 april 2014 mogelijk.
- Door adoptie van een kind door een Nederlander.
- Een vondeling die binnen het grondgebied van het Koninkrijk der Nederlanden gevonden wordt, wordt aangemerkt als kind van een Nederlander, tenzij binnen vijf jaar na de vondst blijkt dat het kind een andere nationaliteit heeft.
- Door geboorte van een kind in het Koninkrijk der Nederlanden, waarvan de vader of moeder ten tijde van de geboorte in het Koninkrijk woont en waarvan zijn/haar eigen vader of moeder (dus de grootouder van het kind) ten tijde van de geboorte van de vader/moeder ook in het Koninkrijk woonde.

### Verkrijging Nederlanderschap door optie
Bepaalde groepen vreemdelingen en vluchtelingen kunnen door een optieverklaring Nederlander worden. Een optieprocedure duurt aanmerkelijk korter dan een naturalisatieprocedure en is ook goedkoper. Net als bij naturalisatie dient de verklaring van verbondenheid te worden afgelegd.
Enkele groepen die voor de optieprocedure in aanmerking komen zijn:
- Meerderjarige vreemdelingen die in het Koninkrijk geboren zijn en daar altijd gewoond hebben
- Vreemdelingen die minimaal 15 jaar legaal in het Koninkrijk verblijven en ten minste drie jaar met een Nederlander getrouwd zijn.
- Vreemdelingen die 65 jaar of ouder zijn en ten minimaal 15 jaar legaal in het Koninkrijk hebben verbleven.

Sinds 1 oktober 2010 kunnen ook vreemdelingen die zijn geboren voor 1 januari 1985 en ten tijde van hun geboorte een Nederlandse moeder en een niet-Nederlandse vader hebben, door optieverklaring Nederlander worden. Deze optiemogelijkheid is ingevoerd omdat de oude Wet op het Nederlanderschap en het ingezetenenschap (Stb 268, 12 december 1892) niet toestond dat kinderen de Nederlandse nationaliteit verkregen door middel van afkomst van een Nederlandse moeder (via matrilineaire afstamming) en een niet-Nederlandse vader. Alleen als de vader niet bekend was of het kind niet erkende, terwijl het kind een moeder met de Nederlandse nationaliteit had, kon het kind de Nederlandse nationaliteit ontvangen.
Tussen 1 januari 1985 en 31 december 1987 konden kinderen van een Nederlandse moeder en niet-Nederlandse vader, die geboren waren tussen 1 januari 1964 en 1 januari 1985, de optieprocedure gebruiken om de Nederlandse nationaliteit te verwerven. Deze mogelijkheid is niet algemeen bekend en velen in deze situatie misten de tijdelijke mogelijkheid om zichzelf of hun kinderen in te schrijven als Nederlandse onderdanen.

### Verlening Nederlanderschap door naturalisatie
Een vreemdeling of vluchteling kan een verzoek tot naturalisatie indienen als de betreffende persoon vijf jaar legaal en onafgebroken in het Koninkrijk der Nederlanden woont of, indien men met een Nederlander is getrouwd (of een geregistreerd partner heeft, of op grond van de relatie een verblijfsvergunning heeft), drie jaar met die Nederlander hebben samengewoond. Verder dient de vreemdeling voldoende kennis te hebben van de Nederlandse taal en ook van de Engelse of Papiamentse taal als de verzoeker in het Caribisch gebied woont. Ook dient de vreemdeling een zekere kennis te hebben van de staatsinrichting en maatschappij, doch hiervoor is (gedeeltelijke) vrijstelling mogelijk.

## Verlies van het Nederlanderschap
Het Nederlanderschap kan worden ingetrokken of ontnomen als het Nederlanderschap is verkregen op basis van bedrog of andere valse gegevens, tenzij een periode van twaalf jaar sinds de toekenning van de Nederlandse nationaliteit is verstreken. Een uitzondering geldt voor genocide, misdaden tegen de menselijkheid en oorlogsmisdaden. Een intrekking geldt met terugwerkende kracht. Als een Nederlander, die naast de Nederlandse ook nog een andere nationaliteit bezit, een misdaad pleegt en veroordeeld is voor minimaal acht jaar gevangenisstraf, kan ook het Nederlanderschap worden ontnomen. Deze persoon kan hierna gedurende vijf jaar het Nederlanderschap niet herkrijgen.
Iemand kan ook het Nederlanderschap verliezen door het vrijwillig aannemen van een andere nationaliteit. Dit gebeurde vijf schaatsers die voor Kazachstan wensten uit te komen tijdens de Olympische Winterspelen in 2010. Een uitzondering geldt voor Nederlanders die met een buitenlander trouwen en de nationaliteit van de echtgenoot aannemen.
Nederland is partij bij het Verdrag tot beperking der staatloosheid uit 1961.
Het is daarom volgens de Rijkswet niet mogelijk dat iemand het Nederlanderschap wordt ontnomen die geen andere nationaliteit bezit. Een uitzondering geldt voor de gevallen die het Nederlanderschap hebben verkregen op basis van bedrog.
Het is ook mogelijk vrijwillig afstand te doen van de Nederlandse nationaliteit, voor personen die hiernaast nog één of meerdere andere nationaliteiten bezitten. In sommige gevallen dient voor een rechtmatig verblijf in Nederland dan wel een verblijfsvergunning te worden aangevraagd. Het komt voor dat afstand wordt gedaan van de Nederlandse nationaliteit om in aanmerking te kunnen komen voor de remigratieregeling / -uitkering van de Sociale Verzekeringsbank.